# Franciszek Ekiert
Franciszek Ekiert (ur. 23 sierpnia 1921 w Nowym Wiśniczu, zm. 16 czerwca 1987 w Warszawie) – geolog, specjalista geologii kruszców.

## Życiorys
Ukończył szkołę podstawową i gimnazjum w Bochni. W 1939 został przyjęty do liceum matematyczno-fizycznego. Naukę przerwała II wojna światowa. Od czerwca 1940 do końca wojny pracował przymusowo jako jeniec cywilny w Turyngii. Po powrocie do kraju zdał egzamin maturalny przed Komisją Kuratorium Okręgu Szkolnego w Krakowie. W 1946 został przyjęty na studia na Wydziale Geologiczno-Poszukiwawczym Akademii Górniczo-Hutniczej w Krakowie. Studia ukończył w 1951 pracą dyplomową Geologia i złoże cynkowo-ołowiane w Bolesławiu.
Od grudnia 1947 do ukończenia studiów pracował na AGH pod kierunkiem prof. Stanisława Jaskólskiego. Był pierwszym asystentem profesora przy tworzeniu Zakładu, a następnie Katedry Złóż Rud. Po studiach kontynuował pracę na AGH jako starszy asystent Katedry Geologii Kopalnianej. W 1953 prowadził wykłady z nauki o złożach na Wydziale Geologiczno-Poszukiwawczym, przerwane z powodów administracyjnych. Do zajęć uczelnianych powrócił jeszcze w 1956, wykładając petrografię kruszców na Wydziale Geologii Uniwersytetu Warszawskiego.
W styczniu 1950 podjął na części etatu pracę w Państwowym Instytucie Geologicznym, działającym tymczasowo w Krakowie, w Wydziale Rud prowadzonym przez dr Romana Krajewskiego. Prace kartograficzno-poszukiwawcze rud cynku i ołowiu, wykonywane na obszarze olkuskim, dały podstawę do wspomnianej pracy dyplomowej. Od lipca 1953 Franciszek Ekiert został zatrudniony w zreorganizowanym Instytucie Geologicznym na pełnym etacie, w Zakładzie Kruszców (dawny Wydział Rud), który został przeniesiony do Warszawy. W 1954 został powołany na stanowisko kierownika Sekcji Górnośląskiej Złóż Kruszców, a w 1957 na kierownika Zakładu Złóż Metali Nieżelaznych. Oprócz prowadzenia badań i poszukiwań złóż rud cynku i ołowiu, współpracował przy poszukiwaniu i dokumentowaniu złóż rud miedzi na monoklinie przedsudeckiej. Nadzorował również poszukiwania złóż rud niklu, cyny i boksytów.
Od września 1960 do listopada 1961 poszukiwał złóż rud żelaza w Demokratycznej Republice Wietnamu. Został za to odznaczony przez rząd DRW Złotym Medalem Przyjaźni.
W 1969 uzyskał stopień doktorski za pracę Budowa geologiczna przedpermskiego podłoża północno-wschodniego obrzeżenia Śląsko-Krakowskiego Zagłębia Węglowego.
W następnym okresie przeszedł do Zakładu Geochemii, w którym prowadził badania genezy złóż rud przy pomocy szczegółowych analiz geochemiczno-mineralogiczno-petrograficznych. W latach 1971–1973 prowadził Ośrodek Informacji Naukowo-Technicznej i Ekonomicznej. Z obowiązków tych zrezygnował przechodząc do zespołu zajmującego się geologią gospodarczą (późniejszego Zakładu Geologii Gospodarczej). Włączył się wówczas do realizacji instytutowych projektów Polsko-Amerykańskiego Funduszu im. Marii Skłodowskiej-Curie, prowadząc studia porównawcze złóż rud cynku i ołowiu oraz złóż rud miedzi w Polsce i w Stanach Zjednoczonych. Był przy tym głównym koordynatorem tych projektów. 

## Odznaczenia i nagrody
Był odznaczony Złotym Krzyżem Zasługi (1959) oraz Krzyżem Kawalerskim Orderu Odrodzenia Polski (1970). Otrzymał również zespołową Nagrodę Państwową (1966) za odkrycie złóż rud miedzi oraz zespołową nagrodę w konkursie Mistrza Techniki za odkrycia złóż rud cynku i ołowiu.